# Beaten In Lips
Beaten In Lips è un singolo del gruppo musicale statunitense Beartooth, il primo estratto dal loro album di debutto Disgusting, pubblicato il 13 maggio 2014.

## Video musicale
Il video ufficiale del brano, pubblicato il 13 maggio 2014, è stato diretto da Drew Russ.

## Formazione
- Caleb Shomo – voce, chitarra elettrica, basso, batteria

## Classifiche
| Classifica (2014)             | Posizione massima |
| ----------------------------- | ----------------- |
| Stati Uniti (mainstream rock) | 33                |